# 2001 في فلسطين

## أبرز الاحداث
- 1 يناير - تفجير سيارة في نتانيا اسفر عن جرح 54 شخصا بالقرب من محطة للحافلات في منطقة التسوق في نتانيا واعلنت حماس مسؤوليتها عنه
- 21حتى27 يناير - قمة طابا حيث جرت محادثات السلام بين إسرائيل والسلطة الفلسطينية التي تهدف إلى الوصول إلى «الوضع النهائي» للمفاوضات. وانسحاب إيهود باراك مؤقتا من المفاوضات خلال الانتخابات الإسرائيلية، وفي وقت لاحق ارييل شارون يرفض مواصلة التفاوض بسبب أعمال العنف التي اندلعت حديثا.
- 7 مايو - إسرائيل تستولي على سفينة سانتوريني بالقرب من شواطئ حيفا حيث كانت في طريقها من لبنان إلى شواطئ قطاع غزة وتبين أنه يحمل كمية هائلة من الأسلحة.
- 18 مايو، قصفت القوات الجوية الإسرائيلية مبنى مديرية شرطة محافظة نابلس.[1][2]
- 10 أغسطس، قصفت القوات الجوية الإسرائيلية مبنى مديرية شرطة محافظة رام الله والبيرة.[1][2]
- 26 أغسطس، دمرت القوات الجوية الإسرائيلية مباني المديرية العامة للشرطة في غزة وسلفيت.[1][3]
- 17 أكتوبر - اغتيال رحبعام زئيفي في فندق حياة ريجنسي في القدس الشرقية.
- 3 ديسمبر - إسرائيل تبدأ منع عرفات من الخروج من مبنى المقاطعة برام الله
- 13 ديسمبر 2001، قصفت طائرات الاحتلال الإسرائيلي إف 16 مقري الشرطة البحرية والقوة 17 بثلاثة صواريخ.[4]

## وفيات
- 12 يناير - شاكر حسونة، شاب فلسطيني قتله جيش الاحتلال الإسرائيلي. وثقت العديد من الكاميرات مشهد سحب جسد شاكر حسونة وهو لا يزال حيًّا.[5][6]

- 27 أغسطس - أبو علي مصطفى الأمين العام للجبهة الشعبية لتحرير فلسطين وهو أول زعيم سياسي فلسطيني من الصف الأول يتم اغتياله من قبل إسرائيل خلال انتفاضة الأقصى إثر قصف جوي استهدف مكتبه في مدينة رام الله.
- 31 مايو - وفاة فيصل الحسيني في الكويت حيث كان يقوم بمحادثات لإنهاء الخصومة بين السلطة الفلسطينية والحكومة الكويتية.
- 30 نوفمبر - عون سعدي الشوا، أول رئيس لبلدية غزة في عهد السلطة الوطنية الفلسطينية.